# Fritz Kauffmann (Musiker)

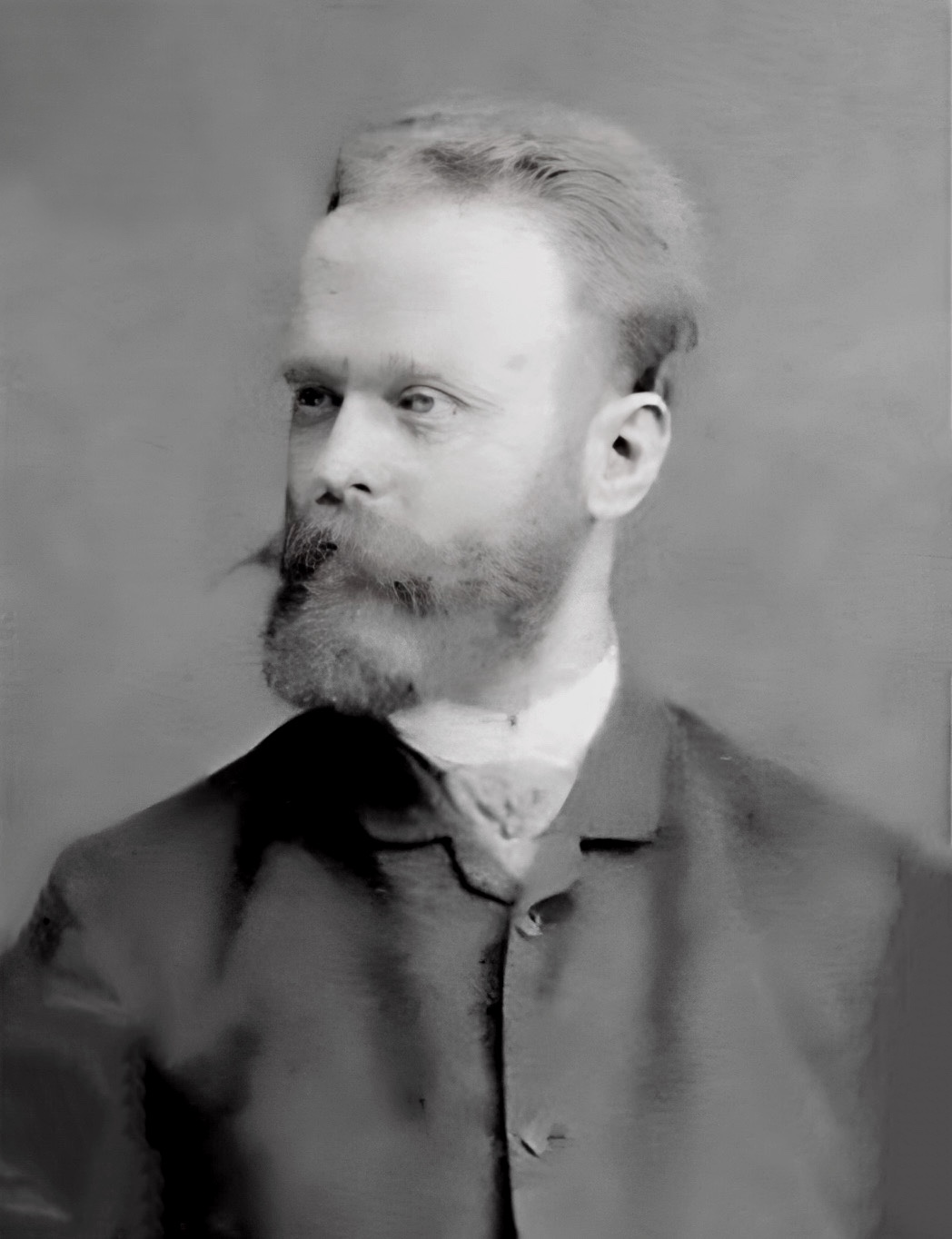
Porträtfoto (1886)

Fritz Kauffmann (* 17. Juni 1855 in Berlin; † 29. September 1934 in Magdeburg) war ein deutscher Dirigent, Komponist und Musikpädagoge.

## Leben
Kaufmann war der Sohn des Drogenfabrikanten und Kommerzienrats Julius Kauffmann und besuchte in Berlin das Gymnasium sowie das Privatkonservatorium von Hermann Mohr. Danach absolvierte in Hamburg eine Drogistenlehre und studierte später an der Universität Leipzig im Fach Chemie, bevor er sich ganz der Musik widmete. Er studierte 1878–1881 in Berlin an der Musikhochschule und an der Akademie der Künste Klavier (Ernst Rudorff) und Komposition (Friedrich Kiel) und 1881 als Mendelssohnstipendiat in Wien, wo sich Johannes Brahms für ihn interessierte. Kauffmann war seit 1881 zunächst als Privatmusiklehrer in Berlin tätig und dirigierte von 1889 bis 1900 in Magdeburg die Gesellschaftskonzerte. 1897 übernahm er bis 1920 zudem die Leitung des Reblingschen Kirchengesangvereins.
Kauffmann war als Pianist ab 1923 am Seminar des Tonkünstlerverbandes tätig war. Er wurde 1893 zum Königlichen Musikdirektor und 1909 zum Professor ernannt, zudem war er Vorstandsmitglied des Deutschen Musikpädagogischen Verbandes e.V. und übernahm 1923 den Vorsitz des Musikpädagogischen Verbandes Magdeburg.
Er setzte sich für die Umwandlung des (privaten) Orchesters der Gesellschaftskonzerte 1897 in das Städtische Orchester (heute: Magdeburgische Philharmonie) mit festen Anstellungen der Musiker ein. Kaufmann lebte im Magdeburger Stadtteil Alte Neustadt in der Beethovenstraße 8.

## Werk (Auswahl)
- Die Herzkrankheit (komische Oper, Libretto: Julius Jost) Op. 13.
- Klavierquartett in G-Dur, Op. 14. (gewidmet Johannes Brahms)
- Tanz-Improvisationen for Klavier, Op. 16.
- Sinfonie in A-Dur, Op. 18.
- Lieder und Gesänge, Op. 19.
- Klaviertrio in Es-Dur, Op. 20.
- Aus der guten alten Zeit, drei Lieder für Sopran und Kammerorchester, Op. 21.
- Klavierkonzert in C-Moll, Op. 25.
- Dramatische Ouvertüre for großes Orchester, Op. 23.
- Violinkonzert in D-Moll, Op. 27.
- Cellokonzert in D-Moll, Op. 29.
- Wanderbilder, Sechs Improvisationen für Klavier, Op. 30.
- Fünf Gesänge, Op. 37.
- Bläserquintett in Es-Dur, Op. 40.
- Violinkonzert Nr. 2, Op. 50.